# Osvaldo Mil
Osvaldo Mil (Ilhéus, 13 de maio de 1965) é um ator e ex-locutor de rádio brasileiro.

## Carreira
Começou no teatro em 1979 participando por 6 anos do "GETEAFI", um grupo de teatro da escola. Em 1985, começou a trabalhar como locutor de rádio FM. Em 1989, parte para Salvador e se torna locutor da Salvador FM. Em 1990, participa do Curso Livre de Teatro da Universidade Federal da Bahia.
Sua estreia na televisão ocorreu em 1999, em uma participação na série Você Decide no episódio "O Terceiro Homem", no ano seguinte, entra para a novela Uga Uga de Carlos Lombardi. Em 2004 e 2005 participa de dois episódios da série de humor A Diarista. Em 2006, participou da série Operação Bola de Cristal do programa do Fantástico na qual atuava como um vidente revelando truques usados por falsos videntes para enganar clientes.Em 2007, entra pra segunda fase da minissérie Amazônia, de Galvez a Chico Mendes como o capataz do seringal, Raimundão. Em 2019 vive o vingativo Cosme em A Dona do Pedaço.  

## Filmografia

### Televisão
| Ano       | Título                             | Personagem               | Nota                                                             |
| --------- | ---------------------------------- | ------------------------ | ---------------------------------------------------------------- |
| 1999      | Você Decide                        | Hélio                    | Episódio: "O Terceiro Homem"                                     |
| 2000      | Uga Uga                            | Bandido Geraldão         |                                                                  |
| 2001      | Porto dos Milagres                 | Pescador Nonato          |                                                                  |
| 2004      | Celebridade                        | Odilon                   | Episódio: "6 de março de 2004"                                   |
| 2004-2005 | A Diarista                         | Ronivon Capanga          | Episódio: "Mata o Véio" Episódio: "Aquele do Paraguai - Parte I" |
| 2006      | Operação Bola de Cristal           | Vidente Ângelo           |                                                                  |
| 2007      | Amazônia, de Galvez a Chico Mendes | Raimundão (jovem)        | Fase 2                                                           |
| 2007      | Desejo Proibido                    | Germano                  |                                                                  |
| 2008      | Ó Paí, Ó                           | Policial Carlos          | Temporada 1                                                      |
| 2009      | Deu a Louca no Tempo               | Romualdo                 |                                                                  |
| 2009      | Força-Tarefa                       | Santiago                 | Episódio: "Quadrilha de Ladrões de Carga"                        |
| 2009      | Caras & Bocas                      | Delegado Pandolfo        |                                                                  |
| 2011      | Chico Xavier                       | José                     |                                                                  |
| 2011      | Macho Man                          | Açougueiro               | Episódio: "2 de abril de 2011"                                   |
| 2012      | Preamar                            | Diretoria                | Episódio: "O Mergulho"                                           |
| 2012      | Gabriela                           | Delegado Cazuza          |                                                                  |
| 2014      | Boogie Oogie                       | Homero Sampaio           |                                                                  |
| 2015      | A Regra do Jogo                    | Juca                     |                                                                  |
| 2017      | Perrengue                          | Pai de Miguel            |                                                                  |
| 2018      | Brasil a Bordo                     | Jorge                    | Episódio: "22 de fevereiro de 2018"                              |
| 2018      | O Mecanismo                        | Luis Carlos Guilhome     |                                                                  |
| 2019      | A Dona do Pedaço                   | Cosme Pereira            |                                                                  |
| 2020      | A Divisão                          | José de Moura Dantas     |                                                                  |
| 2021      | Sob Pressão                        | Avelino Dutra            | Episódio: "23 de setembro"                                       |
| 2021      | Nos Tempos do Imperador            | Coronel Paraguaçu Matoso | Episódio: "10 de novembro"                                       |
| 2022      | Vale dos Esquecidos                | Leon                     |                                                                  |
| 2024      | Renascer                           | Marçal                   |                                                                  |

## Teatro
| Ano       | Título                                            |
| --------- | ------------------------------------------------- |
| 1994–2000 | Os Cafajestes                                     |
| 2007      | Dhrama: o Incrível Diálogo entre Krishna e Arjuna |
| 2010–2015 | Eu te Amo Mesmo Assim                             |
| 2013      | O Rei Leão                                        |
| 2014      | Se Eu Fosse Você – O Musical                      |
| 2017      | Vamp, O Musical                                   |

### Cinema
| Ano  | Título                        | Papel            | Nota           |
| ---- | ----------------------------- | ---------------- | -------------- |
| 2005 | Por 30 Dinheiros              | Zé / Cristo      |                |
| 2005 | Cinema, Aspirinas e Urubus    | Claudionor Assis |                |
| 2006 | A Máquina                     | Seu Neco         |                |
| 2009 | Pau Brasil                    | Joaquim          |                |
| 2010 | Chico Xavier                  | José             |                |
| 2010 | Um Outro Ensaio               | Ele              | Curta-metragem |
| 2012 | O Inventor de Sonhos          | Pedro Américo    |                |
| 2016 | Em Nome da Lei                | Xanvantinho      |                |
| 2017 | Um Tio Quase Perfeito         | Henrique         |                |
| 2019 | Divaldo - O Mensageiro da Paz | Nilson           |                |

## Prêmios e indicações
| Ano  | Prêmio      | Categoria                 | Indicação   | Resultado |
| ---- | ----------- | ------------------------- | ----------- | --------- |
| 2022 | Prêmio APTR | Ator em Papel Coadjuvante | Pão e Circo | Indicado  |